# Peter Feil
Peter Feil, född 25 mars 1947 i Eskilstuna, död 28 februari 2017 i Skellefteå, var en svensk simmare.
Feil växte upp i Eskilstuna och kom som ung i kontakt med Eskilstuna SS, som han representerade under hela sin aktiva tävlingskarriär. Han sökte sig till USA och simmade några år på Foothill College, Palo Alto, Kalifornien vilket ledde till nationella och internationella framgångar.
Feil blev under åren 1965-1971 svensk mästare 12 gånger på distanserna; 200 meter fjäril, 400 meter medley och 1500 meter fritt. Vid EM i Utrecht 1966 blev Feil 4:a på 200 fjäril och vid OS 1968 i Mexico City blev han 5:a på samma distans. På meritlistan fanns också flera landskampssegrar och seger i Vansbrosimningen 1969. Han slog flera svenska rekord och även europarekordet på 200 meter fjäril.
Efter avslutad simkarriär började Feil studera på GIH och blev gymnastikdirektör. Efter avslutade,studier flyttade han till Skellefteå för jobb och flyttade senare till Bälinge utanför Uppsala. Där han jobbade då som idrottslärare på Jällaskolan och hjälpte till som siminstruktör i Upsala Simsällskap. Efter några år flyttade han åter till Skellefteå, där han arbetade på Kaplanskolan resten av sitt yrkesliv som idrottslärare.